# ژیل للوش
ژیل لُلوش ((به فرانسوی: Gilles Lellouche)؛ زادهٔ ۵ ژوئیهٔ ۱۹۷۲) یک هنرپیشه، کارگردان و فیلم‌نامه‌نویس اهل فرانسه است. وی از سال ۱۹۹۵ میلادی تاکنون در بیش از پنجاه فیلم سینمایی ظاهر شده‌است. وی تاکنون دو بار نامزد جایزه سزار شده‌است. 
از فیلم‌هایی که للوش در آن نقش داشته می‌توان به دروغ‌های سفید کوچک، پاریس، آنتونی زیمر، اگه جرات داری دوستم داشته باش، اتصال، آستریکس و اوبلیکس، غریزه جنایت و حمام بزرگ اشاره کرد.